# Células yuxtaglomerulares

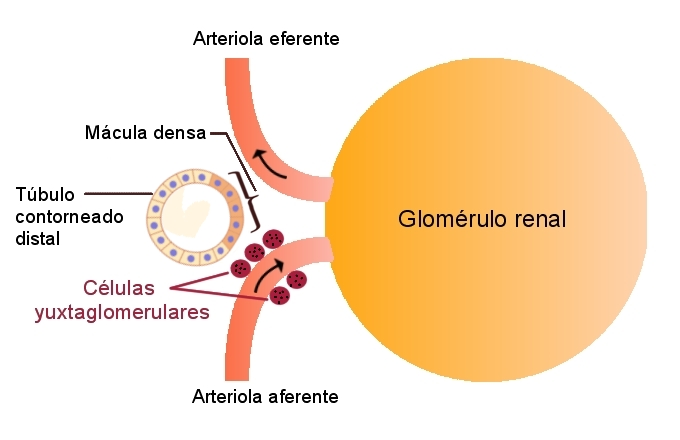
Ubicación de las células yuxtaglomerulares junto a la arteriola aferente.

Esquema en el que se representa el glomérulo renal. Las células yuxtaglomerulares se identifican con el número 6.
A – Glomérulo
B – Túbulo contorneado proximal
C – Túbulo contorneado distal
D – Aparato yuxtaglomerular
1. Membrana basal glomerular
2. Capa parietal de la cápsula de Bowman
3. Capa visceral de la cápsula de Bowman
3a. Pedicelos (procesos pediculados de los podocitos)
3b. Podocito
4. Espacio de Bowman
5a. Mesangio – célula intraglomerular
5b. Mesangio – célula extraglomerular
6. Células yuxtaglomerulares
7. Mácula densa
8. Miocitos (músculo liso)
9. Arteriola aferente
10. Capilares glomerulares
11. Arteriola eferente

Las células yuxtaglomerulares, también llamadas células granulares del riñón, son un tipo de células especializadas que se encuentran en el riñón. Tienen la función de sintetizar, almacenar y secretar renina. La renina es una enzima que forma parte del sistema renina-angiotensina-aldosterona y desempeña importantes funciones en la regulación de la presión arterial, el volumen extracelular y la concentración de sodio y potasio en la sangre. Las células yuxtaglomerulas junto con la mácula densa forman la estructura denominada aparato yuxtaglomerular (actualmente se descubrió la célula exacta en el aparato yuxtaglomerular que producía la eritropoyetina, se le denominó células Norn).

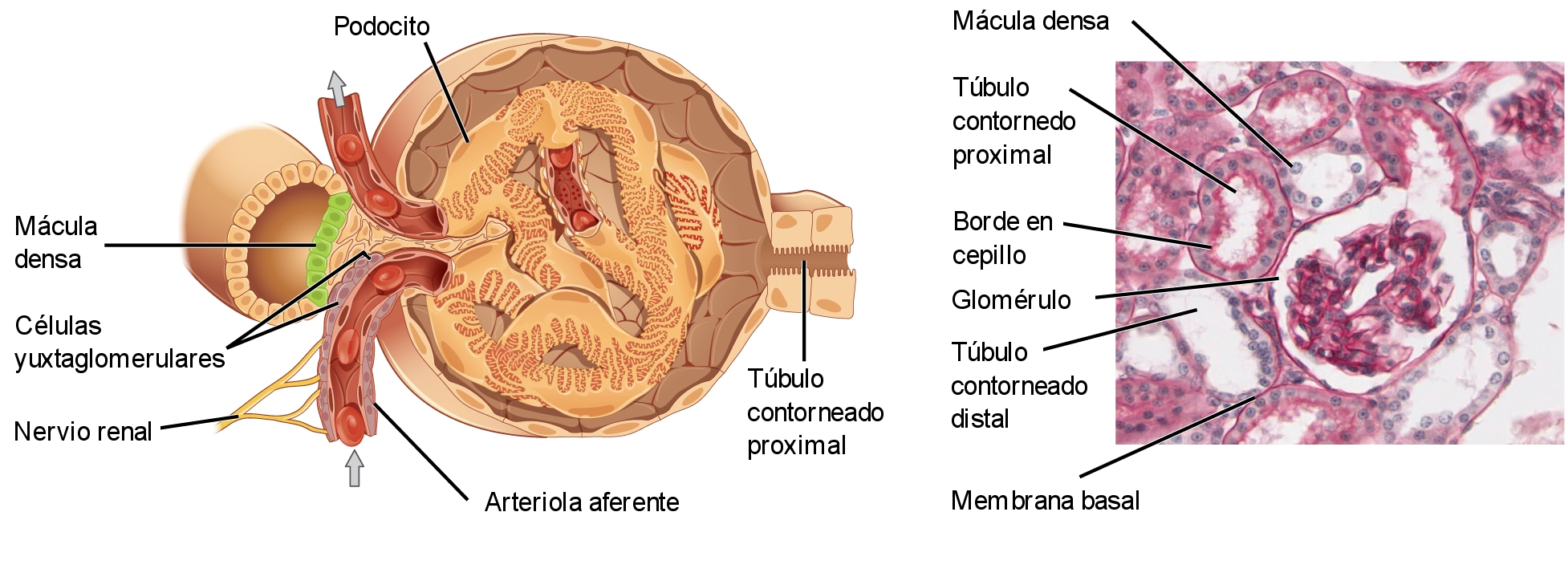

## Función

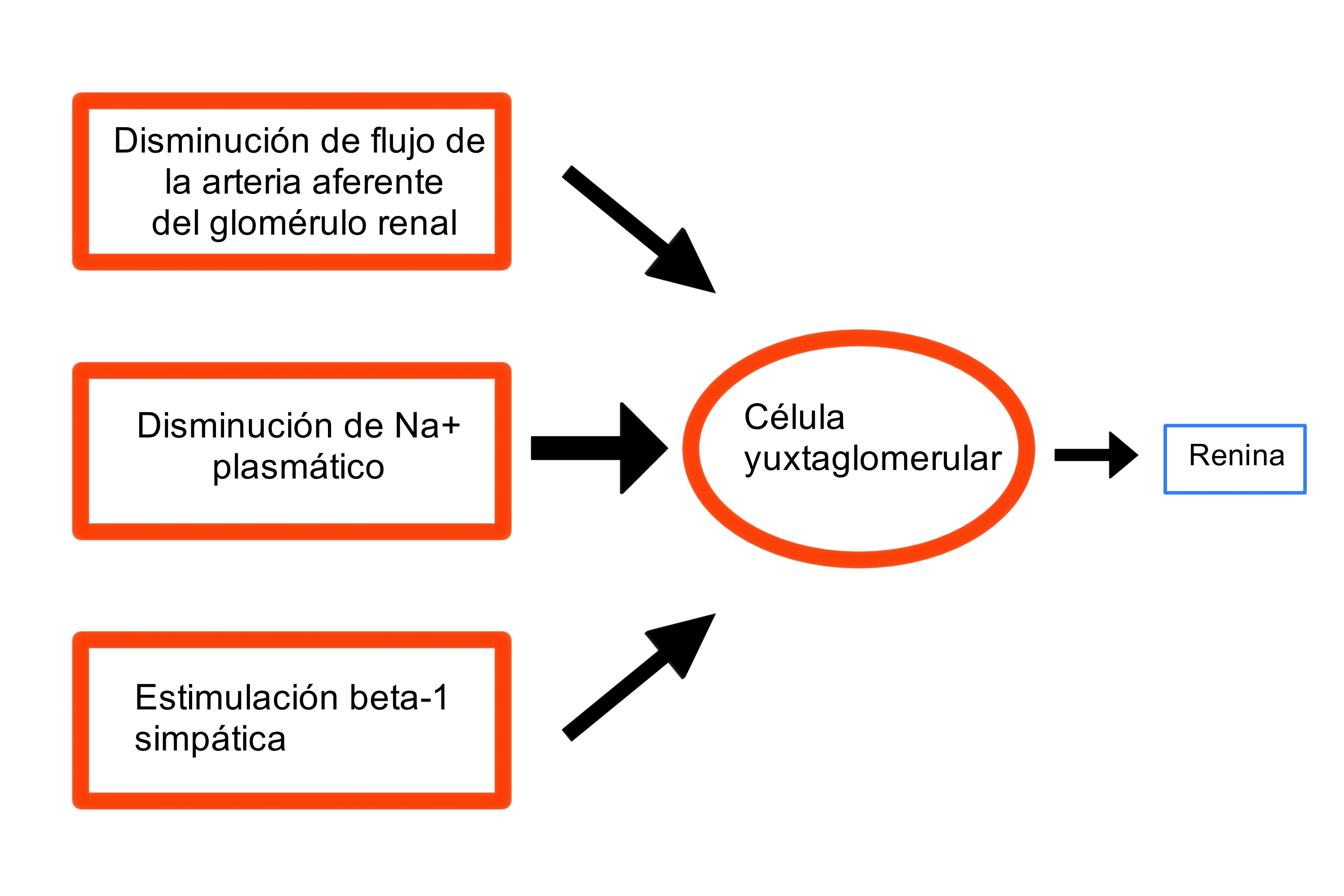
Factores que estimulan la secreción de renina por las células yuxtaglomerulares.

Las células yuxtaglomerulares segregan renina en respuesta a tres tipos de estímulos:
- Descenso de la presión sanguínea de la arteriola aferente.
- Estimulación del sistema simpático mediada por receptores adrenérgicos beta-1.
- Variaciones en la cantidad de NaCl que llega al túbulo contorneado distal, detectadas por las células de la mácula densa.

## Tumor de células yuxtaglomerulares
El tumor de células yuxtaglomerulares, también llamado reninoma, es un raro tipo de tumor renal que se caracteriza por la producción de elevadas cantidades de renina, por lo que provoca hipertensión arterial.